# Гамбург, Ян
Ян Гамбург (англ. Jan Hambourg — Джан Хэмбург; 27 августа (8 сентября) 1882, Воронеж — 29 сентября 1947, Тур, Франция) — канадский скрипач российского происхождения. Сын Михаила Гамбурга, второй по старшинству из братьев Гамбург.
С 1890 года вместе с семьёй жил в Лондоне. Учился у Августа Вильгельми, Эмиля Соре, Отакара Шевчика, Эжена Изаи. Дал первый концерт в 1905 году в Берлине, затем широко концертировал по Европе как солист и в составе семейного трио (с братьями Марком и Борисом); выступал также во главе струнного квартета, в котором на альте играл Лайонел Тертис. 
В 1910 году вместе с отцом и братом Борисом обосновался в Торонто и до 1920 года преподавал в Консерватории Гамбурга, основанной его отцом. Затем Ян Гамбург предпочёл сольную карьеру и в дальнейшем жил в США, Великобритании, Франции, Италии, активно концертируя. Гамбург подготовил оксфордское 1934 года издание сонат и партит Баха для скрипки соло, опубликовал ряд скрипичных переложений музыки Баха и Шопена.